# Leiobunum kohyai
Leiobunum kohyai is een hooiwagen uit de familie Sclerosomatidae.